# Helmut Obst
Helmut Obst (* 9. Dezember 1940 in Annaberg) ist ein deutscher Religionswissenschaftler.

## Werdegang
Helmut Obst studierte von 1959 bis 1964 Theologie an der Martin-Luther-Universität Halle-Wittenberg. Im Anschluss war er dort als befristeter Assistent im Wissenschaftsbereich Kirchengeschichte tätig. Während dieser Zeit bereitete er seine Promotion (1967) und seine Habilitation für Kirchen- und Dogmengeschichte (1970) vor.
Von 1970 bis 1978 ging er einem Lehrauftrag für Konfessionskunde nach. 1978 wurde er zum Hochschuldozenten für Ökumenik (ökumenische Theologie und Konfessionskunde) ernannt, 1987 folgte die Berufung zum ordentlichen Professor für Ökumenik und Allgemeine Religionsgeschichte und 1992 die zum Professor neuen Rechts für Ökumenik, Konfessionskunde und Religionswissenschaft. Im Zuge der Revolution des Jahres 1989 wirkte er maßgeblich an der Wiederherstellung einer freien Universität in Halle mit. Er war 1989–90 der letzte Direktor der Sektion Theologie und der erste Dekan der Theologischen Fakultät Halle. Zum 1. April 2006 wurde er emeritiert.
Von 1992 bis 2003 war er Mitglied des Direktoriums der Franckeschen Stiftungen, darunter in den Jahren 2002/03 deren Direktor. Von 2003 bis 2018 war er Vorsitzender des Kuratoriums der Franckeschen Stiftungen, seit 2018 ist er dessen Ehrenvorsitzender.
Obst ist verheiratet und Vater von zwei Kindern.

## Veröffentlichungen (Auswahl)
- Der Berliner Beichtstuhlstreit. Die Kritik des Pietismus an der Beichtpraxis der lutherischen Orthodoxie. Luther-Verlag, Witten 1972, ISBN 3-7858-0171-8 (zugleich: Habilitationsschrift, Theologische Fakultät Halle-Wittenberg 1970).
- Die „Theologie“ Julius Fischers, des „Apostel Juda“. Ein Beitrag zur Lehre und Geschichte christlicher Sondergemeinschaften im Rheinland. In: Monatshefte für Evangelische Kirchengeschichte des Rheinlandes, Jg. 25 (1976), S. 181–196 (online).
- Versuch einer wertungsfreien Darstellung in der Konfessions- und „Sektenkunde“. Die Erlösungslehre des ehemaligen „Bundes der Kämpfer für Glaube und Wahrheit“ (Horpeniten). In: Theologische Versuche, Jg. 8 (1977), S. 157–173 (online).
- Außerkirchliche religiöse Protestbewegungen der Neuzeit. Evangelische Verlagsanstalt, Berlin 1990, ISBN 3-374-00964-6.
- Neureligionen, Jugendreligionen, New Age. Verlags-Anstalt Union, Berlin 1991, ISBN 978-3-372-00414-2.
- Neuapostolische Kirche – die exklusive Endzeitkirche? Friedrich Bahn Verlag, Neukirchen-Vluyn 1996, ISBN 3-7615-4945-8.
- Apostel und Propheten der Neuzeit. Gründer christlicher Religionsgemeinschaften des 19. und 20. Jahrhunderts. 4., stark erweiterte und aktualisierte Auflage, Vandenhoeck und Ruprecht, Göttingen 2000, ISBN 3-525-55438-9.
- Reinkarnation: Weltgeschichte einer Idee. C.H. Beck, München 2009 (= Beck’sche Reihe, Bd. 1896), ISBN 978-3-406-58424-4.
- August Hermann Francke und sein Werk: Festgabe anlässlich des Jubiläumsprogramms zum 350. Geburtstag August Hermann Franckes „Vision und Gewissheit. Franckes Ideen 2013“, im Auftrag der Franckeschen Stiftungen. Harrassowitz, Wiesbaden 2013, ISBN 978-3-447-06903-8.

## Ehrungen
- 2010: Bundesverdienstkreuz 1. Klasse